# 大石大二郎
大石 大二郎（おおいし だいじろう、 1958年10月20日 - ）は、静岡県静岡市出身の元プロ野球選手（内野手）、監督、野球指導者、解説者、評論家。1987年から1990年までの登録名は、大石 第二朗（読みは同じ）。

## 経歴

### アマチュア時代
静岡県静岡市で、鮮魚の小売・仕出し業を営む家庭に生まれた。中学校（静岡市立高松中学）では2学年上の兄が野球部主将を務めており、同じ部となる事を嫌がられたため当初は柔道部に入ったが、考えを改めて6月には野球部に移り本格的な野球を始めている。
高校も兄と同じ静岡商業高校に進み、部員50人を超す大所帯で1年生の夏からベンチ入り。1974年夏の選手権に出場し、大石本人の出場機会はなかったものの、3年生のエース高橋三千丈の力投もありベスト8進出。翌年は1番打者として春の選抜に出場し、ベスト8進出に貢献している。3年生時には同級生で後にプロとなる久保寺雄二が遊撃手を務め、自身は3番・三塁手となりチームは県予選で本命視されていた。しかし一学年上の先輩が1月末に他校の生徒と喧嘩をしていたことが4月に発覚し、チームは夏の県大会に出場できなかった。
高校卒業後は競輪選手になる事を考えていたが、父親の勧めで亜細亜大学に進学。1979年の3年次の春季リーグ戦では17盗塁をマークし、当時の東都大学リーグ新記録を樹立した。大学4年間では通算91試合出場、344打数99安打、打率.288、4本塁打、25打点、44盗塁を記録している。また、ベストナインには2回選出されている(1979年春には二塁手で、1980年秋には遊撃手で受賞。)。大学卒業後は今度こそ競輪選手になるつもりだったが、1980年のドラフト会議で近鉄バファローズに武藤一邦のハズレ2位で指名され、野球部総監督の矢野祐弘の勧めもあり近鉄に入団した。契約金は3000万円、年俸は330万円（金額は推定）。

### プロ野球選手時代
1981年は代走や守備固めの出場が多く、77試合の出場で打数はわずか19だった。同年は西本幸雄の監督最終年で、無我夢中のまま厳しい練習で鍛えられた。
1982年はオープン戦で負傷した二塁手のビクター・ハリスが外野手にコンバートされると、オープン戦で3割以上の高打率を記録して二塁手のレギュラーとなる。同年はレギュラーシーズンで打率.274、12本塁打、47盗塁の成績を残し、新人王とダイヤモンドグラブ賞を獲得した。オフの12月12日の契約更改では約164パーセント増の年俸1000万円（推定）でサインした。
1983年、7月14日の対西武ライオンズ戦（日生球場）では6回一死満塁の打席で木村広から満塁本塁打を放った。シーズンでは60盗塁で盗塁王のタイトルを獲得し、福本豊の連続盗塁王記録を13年で止めた。同年から1番・二塁手に定着し、2年連続のダイヤモンドグラブ賞に加えてベストナインにも選出された。オフの12月11日の契約更改では100パーセント増の年俸2000万円（推定）でサインした。
1984年も盗塁王、ダイヤモンドグラブ賞、ベストナインを獲得し、パ・リーグを代表する二塁手となっていった。1984年のオールスターゲーム第3戦（ナゴヤ球場）ではそれまで8連続奪三振を続けていた江川卓と対戦して二ゴロを放ち、江夏豊に並ぶ9連続奪三振の記録を阻止した。オフの12月5日の契約更改では60パーセント増の年俸3200万円（推定）でサインした。
1985年には、高校時代からの同級生で南海ホークスに入団していた久保寺雄二が急死。大石は1月8日に葬儀に参列し、号泣しながら弔辞を読み上げた。4月25日の対南海ホークス戦（藤井寺球場）では6-6の同点で迎えた9回無死無走者の打席で畠山準からサヨナラ本塁打を放ったが、7月7日の対阪急ブレーブス戦で併殺プレーの際に左膝を痛め、検査の結果「左膝内側の靭帯損傷」と診断、翌8日に出場選手登録を抹消された。1985年のオールスターゲームのファン投票では26万余票を集め、2年連続の最高得票者となったが、出場辞退した。オフの12月6日の契約更改では11パーセント増の年俸3600万円（推定）でサインした。
1986年は全試合、全イニング出場。4月15日の対ロッテオリオンズ戦（平和台球場）では1回表に荘勝雄から放った初回先頭打者本塁打を含む1試合3本塁打を放つが、チームは8-9で敗れた。オフの12月18日の契約更改では45パーセント増の年俸5200万円（推定）でサインし、近鉄史上初の日本人野手の5000万円プレイヤーとなった。
1987年も全試合出場。9月14日に7歳年下の一般女性会社員の婚約を発表。翌15日より登録名を「大石第二朗」に変更。シーズンでは西村徳文（ロッテ）と並ぶ41盗塁で3回目の盗塁王を獲得したが、この頃から右肩痛が続いたため、打率は.265と低下した。オフの12月15日の契約更改では現状維持の年俸5200万円（推定）でサインした。
1988年は10.19の翌月に大阪厚生年金病院で右肩の手術を行い、12月8日には都ホテル大阪で結婚式を挙げている。
1989年は年明けから夫人も帯同してハワイやサイパンでリハビリに取り組み、その後もチームのキャンプには参加せず小松市の温泉で単独トレーニングを行った。8月3日の対オリックス戦で右ふくらはぎの肉離れが起きるなど、同年は出場が109試合に減少したものの、打率.277などトップバッターとしてまずまずの働きでチームの優勝に貢献した。現役時代の出来事では、この優勝と前年の10.19が最も思い出に残っているという。なお、読売ジャイアンツとの同年の日本シリーズ初戦（藤井寺球場）では、斎藤雅樹からシリーズ史上唯一の第1戦初回先頭打者本塁打を放っている。しかし、次の2打席目から安打が出なくなり、第6戦では犠打を3回命じられ、第7戦では打順を9番に下げられるなどした。その第7戦では、2打席目に本塁打を放ったものの、結局26打席連続無安打と21打数連続無安打のシリーズ記録を作ってしまう（打数については、2011年に谷繁元信が23に更新）。
1990年には肩が完全に回復してキャンプから順調な調整を見せ、6月26日の対ロッテ戦（日生球場）では3点を追う9回一死満塁の打席で伊良部秀輝から逆転サヨナラ満塁本塁打、7月13日の対日本ハムファイターズ戦（藤井寺球場）では1点を追う9回一死二塁の打席で西崎幸広からシーズン2本目のサヨナラ本塁打となる逆転サヨナラ2点本塁打を放っている。同年はリーグ2位となる打率.314、20本塁打という好成績を収めた。オフの12月25日の契約更改では1600万円増の年俸8400万円（推定）でサインした。
1991年、5月16日の対西武戦（藤井寺球場）では1点を追う9回一死二塁の打席で石井丈裕から逆転サヨナラ2点本塁打を放った。
1992年で新井宏昌が引退すると、山本和範が復帰する1996年までの間、チームの最年長選手となっている。また、同年の契約更改で年俸が1,300万円増の1億500万円（推定）となり、近鉄史上初の日本人の1億円プレイヤーとなった。
1993年には6年ぶりとなる盗塁王を獲得し、同タイトルの最年長記録に並んだ。
1994年頃からは準レギュラーとなり、「40歳までの現役と2000安打の達成」を目標として掲げていた。
1997年、5月15日の対福岡ダイエーホークス戦（大阪ドーム）では8回無死一塁の場面で、若井基安の中前へ抜けそうな打球に追いつき、一塁に悪送球してピンチを広げ、同点にされるが、4-4の同点で迎えた9回一死二塁の打席でホセ・ヌーニェスからサヨナラ2点本塁打を放った。同年夏からは監督の佐々木恭介に起用される機会が急減し、9月には球団からも引退を勧められる雰囲気となった。このような球団の姿勢をあっさり受け入れ、同月20日に現役を引退している。引退試合は翌1998年3月14日のオープン戦（対ヤクルト）で行われた。1番・二塁手で先発出場し、1回裏に伊藤智仁から右前安打を打つ。本来ならそこで交代する予定だったが、ファンからの“走れコール”に応えて盗塁を試みるも、相手捕手・古田敦也の送球に刺された。1回裏終了後にナイン総出で胴上げされている。

### 解説者・コーチ時代
引退後は近鉄から二軍守備・走塁コーチへの就任を打診されたが固辞し、フジテレビ・関西テレビ野球解説者、日刊スポーツ野球評論家（1998年 - 2002年）となった。
2003年から近鉄の一軍守備・走塁コーチに就任すると、キャンプではスライディング練習にビデオを導入して選手とともにプレーを確認し、個々人の塁間走タイムやセーフティーリードの幅を計測して走塁の具体的なイメージを明確にさせた。3月28日の開幕戦の初回からタフィ・ローズがノーサインで盗塁を成功させるなど、同年はチームの盗塁が大きく増えている。
2005年に近鉄が球団統合されると、オリックスの二軍であるサーパス総合チーフコーチに就任。さらに監督の加藤英司が腰痛のため休養すると監督代行となる。
2006年にはサーパス監督に就任している。一軍監督の中村勝広とはキャンプ中から二日に一度は電話するなど密に連絡を取り合い、キャンプでは自身やスカウトも打撃投手を務めるなど精力的な指導を行った。球場では常に全力でプレーし、考えて練習に取り組むことを二軍の選手に求め、前年最下位のチームを上位争いに食い込ませた。
2007年からは一軍ヘッドコーチとなった。
2008年からは内野守備・走塁コーチも兼任。同年5月21日にシーズン途中でテリー・コリンズが監督を辞任すると、一軍監督代行に就任した。コリンズの辞任を球団から聞いたのはその2日前であったという。

### オリックス監督時代
監督代行に就くとそれまでのチーム方針を一変し、先発投手の1試合100球制限の撤廃、休日や早出の練習推奨などを打ち出し、また前監督ができなかった二軍視察も積極的におこなう。二軍からは小瀬浩之や森山周らを昇格させ梶本達哉を支配下登録するなど、積極的に若手を発掘するとともに細かな指導をした。一方でタフィ・ローズとアレックス・カブレラの両ベテランには実績を尊重して自主的な調整を認め、その結果は二人合わせて76本塁打、222打点の活躍と待遇に応えるものであった。また同年限りで引退した清原和博についても、大差の場面では出さないなど起用方法には気を配った。
就任時に借金7で5位だったチームは7月下旬に自力1位が消滅したものの、復調して上位争いに加わったことで8月2日には監督に昇格。これにより旧・大阪近鉄バファローズOBとして初のオリックス・バファローズ監督となり、あわせて翌2009年も続けて指揮を執ることが発表される。チームは9月上旬に2位に浮上してそのままレギュラーシーズンを終え、最終的に貯金7でクライマックスシリーズ進出を決める。同シリーズは第1ステージで日本ハムと対戦し、同年15勝を挙げた小松聖を初戦ではなく2戦目に先発させる奇策を取ったが、エラーや不運な打球もあって敗退。第1戦に近藤一樹を先発させたことについて「悔いはないが、投手交代をもう少し早くすべきだった」と述べている。
2008年の秋季キャンプではかつて同僚だった野茂英雄を臨時投手コーチとして招聘。また2009年は前年からの清川栄治、赤堀元之に加え、現役時代から長年の付き合いがある佐々木修を投手チーフコーチに迎え投手コーチ3人制とする。しかし、同年のチーム防御率は12球団ワーストと低迷し、4人の外国人選手（ローズ、カブレラ、ラロッカ、フェルナンデス）の死球などで全員骨折・長期離脱するなどで長打力も不振。結局6月に4勝14敗、勝率.222と大きく負け越すなどシーズン終了まで再浮上のきっかけをつかめる事が出来ず2年ぶりの最下位に終わり、責任を取る形で球団本部長の中村勝広（9月30日限り）とともに解任される。

### オリックス監督退任後
2009年11月25日に、福岡ソフトバンクホークスからヘッドコーチへの就任を発表。監督の秋山幸二は「大石さんは監督経験があるので、とても助かる。サインを出してもらっているけど、考えもほとんど一緒」と大石を信頼している。
2010年は、12球団断トツの盗塁数（148）を記録し、チーム7年ぶりのリーグ優勝に導く。
2011年のリーグ連覇・日本一（自身初）に貢献。
2013年シーズン限りで退団した。
2014年からは再び関西テレビの解説者（本数契約でテレビ西日本の解説も兼務）、2015年からJスポーツも兼務、日刊スポーツ（日刊スポーツ新聞西日本）の評論家を務める。
2015年1月より出身地である静岡県静岡市で障害者福祉のための事業所を立上げ、自らも街頭でキッチンカーに立つなどの活動を続けている。
2016年3月12日、ベースボール・チャレンジ・リーグ・新潟アルビレックス・ベースボール・クラブの野手総合コーチに就任。ただし、常時チームには帯同しない非常勤となる。
2016年12月、愛知県名古屋市に本拠地を置く社会人野球チームのジェイプロジェクトの監督に就任した。2020年6月30日退任。

## 選手としての特徴
歴代7位の通算415盗塁を記録（2023年シーズン終了時）。
大石は福本豊を史上最高のプロ野球選手に挙げており、走攻守の総合的な能力では王貞治や長嶋茂雄にも勝るとしている。現役時代は福本に近づくことを目標とし、走塁に関してだけは7合目ぐらいまで到達できたと述懐している。

### 打撃
いてまえ打線のトップバッターとして、体格には恵まれていなかったが、ホームランを意識して打席に臨んでいた。1984年には29本塁打を記録している。20代の頃は1,120グラムもあるすりこぎ型のバットを使っていたが、右肩のケガを機に1,060グラムのものに変更した。バッティングに関しては特に教えられた記憶がないと言い、グリップを上げて叩きつける打法を持ち味としていた。
トップバッターは.330から.350程度の出塁率を目指すべきと語っており、一般的に長打を警戒した四球が少ない分、クリーンナップより出塁率が上がりにくいと分析している。また、初回をはじめとして試合展開の中で得点のチャンスが欲しい場面では確実に出塁することを重視していた。

### 走塁
プロ入りを初めて意識したのは大学3年の春に東都大学リーグ新記録の17盗塁を記録した時だといい、近鉄入団時にも特に足を評価されていた。プロでは盗塁王のタイトルを通算4度獲得し、福本豊の連続盗塁王の記録を止める存在となった。三塁への盗塁は通算74度試み、失敗はわずか3度、成功率は.959に達した。三盗は1984年から1997年に引退するまで45度連続で成功している。また盗塁だけでなく、走力によって単打を長打にすることにもこだわった。三塁にいる場面では外野フライが飛んだ瞬間にタッチアップの判断ができたという。1983年9月1日の対南海ホークス戦では、1イニングに二盗・三盗を連続して成功させ、本盗にも挑んだが失敗し、1979年の島田誠以来となる「1イニング3盗塁」はならなかった。
「足にスランプはない」という見解については否定的で、投手の癖が分からなかったり体調不良の時には積極的な走塁が難しかったと述べている。特に、右肩痛に苦しんだ時期は痛みが走塁にも悪影響を及ぼしていた。
大石が記録した415盗塁は近鉄の球団記録である。
ベースボールマガジン2023年12月号（福本豊と阪急ブレーブス）の取材を受けた際「走塁に関しては師匠らしい師匠は一人もいません。ほぼ独学です。しいて一人挙げるのならコーチ時代の仰木さんです。「失敗を恐れず走っていけ」と言ってくれました」と述べている。

### 守備
同時期にパ・リーグで同じ二塁手として活躍した辻発彦や白井一幸には、俊足を生かした守備範囲の広さを高く評価されていた。1982年からは3年連続でダイヤモンドグラブ賞を受賞している。守備に際しては打者ごとの打球の傾向を把握し、さらに試合の状況も考慮に入れて守備位置を決めていた。打ち分けのうまい打者の場合は予測がしにくいので、捕手のサインを見て投球モーションに入ってから動いていたという。打球の予測には長年の経験が非常に重要で、さらにその打球を処理する良いイメージを持つことを大切にしていた。
試合中に細かく変わる守備位置については、他の内野手にその都度知らせて互いの守備や送球を円滑にする事を心がけていた。また、二塁走者がリードしている時はスタートの癖を観察し、二塁への牽制を一回で決めるために役立てていた。スタートを遅らせたい場面では、牽制もしくはそのサインを繰り返していたという。
二塁手は常に起こりうる全ての状況を想定しておく事が特に重要だと考えており、非常に頻度の低い例として走者一塁でバントが小フライとなった場合、ノーバウンドでダブルプレーを取るのが難しければワンバウンドで一塁に送球されるので、二塁手は一塁を踏む前に走者にタッチすることをあらかじめ頭に入れておくする必要がある、と語っている。

## その他
愛称は「大ちゃん」。現役時代、打席に立つと「だーいちゃーん!」コールが3回行われた後、鉄腕アトムが原曲の応援歌が流された。息子が2人おり、1990年生まれの長男が競輪選手を目指していた。
次男の大石崇晴は2012年に四国アイランドリーグplus・高知ファイティングドッグスに内野手として入団し、2013年まで2年間在籍した。その後プロ野球選手を引退し競輪選手へと転向を図り、2014年12月24日、日本競輪学校（当時）第109回入学試験に合格。2016年3月に同校を卒業。同年7月に競輪選手としてデビューし、2戦目で初勝利を挙げた。
甘いマスクの持ち主とも言われた。

## 詳細情報

### 年度別打撃成績
| 年 度      | 球 団      | 試 合 | 打 席 | 打 数 | 得 点 | 安 打 | 二 塁 打 | 三 塁 打 | 本 塁 打 | 塁 打 | 打 点 | 盗 塁 | 盗 塁 死 | 犠 打 | 犠 飛 | 四 球 | 敬 遠 | 死 球 | 三 振 | 併 殺 打 | 打 率 | 出 塁 率 | 長 打 率 | O P S |
| ---------- | ---------- | ----- | ----- | ----- | ----- | ----- | -------- | -------- | -------- | ----- | ----- | ----- | -------- | ----- | ----- | ----- | ----- | ----- | ----- | -------- | ----- | -------- | -------- | ----- |
| 1981       | 近鉄       | 77    | 20    | 19    | 14    | 6     | 0        | 0        | 0        | 6     | 0     | 11    | 5        | 0     | 0     | 0     | 0     | 1     | 4     | 0        | .316  | .350     | .316     | .666  |
| 1982       | 近鉄       | 129   | 573   | 492   | 86    | 135   | 16       | 1        | 12       | 189   | 41    | 47    | 12       | 23    | 2     | 55    | 1     | 1     | 42    | 7        | .274  | .347     | .384     | .731  |
| 1983       | 近鉄       | 130   | 592   | 506   | 90    | 145   | 23       | 6        | 10       | 210   | 46    | 60    | 14       | 14    | 2     | 62    | 1     | 8     | 64    | 4        | .287  | .372     | .415     | .787  |
| 1984       | 近鉄       | 130   | 598   | 528   | 97    | 149   | 22       | 5        | 29       | 268   | 65    | 46    | 19       | 10    | 0     | 58    | 5     | 2     | 58    | 5        | .282  | .355     | .508     | .863  |
| 1985       | 近鉄       | 83    | 375   | 321   | 62    | 99    | 21       | 4        | 11       | 161   | 45    | 19    | 4        | 12    | 2     | 35    | 1     | 5     | 32    | 3        | .308  | .383     | .502     | .884  |
| 1986       | 近鉄       | 130   | 595   | 538   | 95    | 156   | 16       | 12       | 16       | 244   | 55    | 24    | 14       | 12    | 6     | 33    | 3     | 6     | 47    | 5        | .290  | .334     | .454     | .788  |
| 1987       | 近鉄       | 130   | 586   | 532   | 75    | 141   | 26       | 4        | 5        | 190   | 42    | 41    | 9        | 10    | 3     | 39    | 1     | 2     | 58    | 6        | .265  | .316     | .357     | .673  |
| 1988       | 近鉄       | 128   | 558   | 488   | 65    | 123   | 13       | 9        | 5        | 169   | 34    | 16    | 9        | 18    | 1     | 51    | 0     | 0     | 55    | 4        | .252  | .322     | .346     | .669  |
| 1989       | 近鉄       | 109   | 471   | 401   | 70    | 111   | 22       | 1        | 8        | 159   | 33    | 14    | 4        | 21    | 0     | 48    | 1     | 1     | 46    | 4        | .277  | .356     | .397     | .752  |
| 1990       | 近鉄       | 125   | 541   | 471   | 93    | 148   | 25       | 6        | 20       | 245   | 69    | 20    | 4        | 15    | 4     | 49    | 0     | 2     | 51    | 8        | .314  | .378     | .520     | .898  |
| 1991       | 近鉄       | 125   | 549   | 459   | 77    | 123   | 22       | 3        | 6        | 169   | 42    | 12    | 7        | 18    | 4     | 62    | 0     | 5     | 65    | 7        | .268  | .358     | .368     | .727  |
| 1992       | 近鉄       | 130   | 576   | 487   | 76    | 131   | 24       | 6        | 6        | 185   | 47    | 39    | 13       | 23    | 1     | 62    | 1     | 3     | 56    | 4        | .269  | .354     | .380     | .734  |
| 1993       | 近鉄       | 127   | 547   | 470   | 69    | 121   | 10       | 2        | 10       | 165   | 49    | 31    | 7        | 23    | 0     | 51    | 0     | 3     | 65    | 6        | .257  | .334     | .351     | .685  |
| 1994       | 近鉄       | 84    | 320   | 274   | 44    | 74    | 15       | 0        | 2        | 95    | 33    | 11    | 1        | 12    | 1     | 31    | 0     | 2     | 37    | 7        | .270  | .347     | .347     | .694  |
| 1995       | 近鉄       | 102   | 354   | 303   | 43    | 73    | 13       | 1        | 4        | 100   | 21    | 11    | 6        | 9     | 2     | 38    | 2     | 2     | 52    | 5        | .241  | .328     | .330     | .658  |
| 1996       | 近鉄       | 80    | 271   | 224   | 36    | 49    | 7        | 3        | 2        | 68    | 19    | 11    | 1        | 10    | 5     | 29    | 1     | 3     | 44    | 4        | .219  | .310     | .304     | .614  |
| 1997       | 近鉄       | 73    | 183   | 151   | 24    | 40    | 6        | 0        | 2        | 52    | 13    | 2     | 2        | 6     | 3     | 22    | 1     | 1     | 22    | 2        | .265  | .356     | .344     | .700  |
| 通算：17年 | 通算：17年 | 1892  | 7709  | 6664  | 1116  | 1824  | 281      | 63       | 148      | 2675  | 654   | 415   | 131      | 236   | 36    | 725   | 18    | 47    | 798   | 81       | .274  | .347     | .401     | .749  |

- 各年度の太字はリーグ最高

### 年度別監督成績
| 年度      | 球団       | 順位      | 試合 | 勝利 | 敗戦 | 引分 | 勝率 | ゲーム差               | チーム 本塁打          | チーム 打率            | チーム 防御率          | 年齢                   |
| --------- | ---------- | --------- | ---- | ---- | ---- | ---- | ---- | ---------------------- | ---------------------- | ---------------------- | ---------------------- | ---------------------- |
| 2008年    | オリックス | 2位       | 95   | 54   | 40   | 1    | .574 | 2.5                    | 152                    | .262                   | 3.93                   | 50歳                   |
| 2009年    | オリックス | 6位       | 144  | 56   | 86   | 2    | .394 | 26.0                   | 118                    | .274                   | 4.58                   | 51歳                   |
| 通算：2年 | 通算：2年  | 通算：2年 | 239  | 110  | 126  | 3    | .466 | Aクラス1回、Bクラス1回 | Aクラス1回、Bクラス1回 | Aクラス1回、Bクラス1回 | Aクラス1回、Bクラス1回 | Aクラス1回、Bクラス1回 |

1. 2008年は5月23日からテリー・コリンズに代わり指揮を執る。
2. 表中の斜体字はシーズン通年での成績

### タイトル
- 盗塁王：4回 （1983年[9]、1984年[13]、1987年[27]、1993年[42]）

### 表彰
- 新人王 （1982年）[6]
- ベストナイン：3回 （1983年、1984年、1990年）
- ダイヤモンドグラブ賞：3回 （1982年 - 1984年）

### 記録
初記録
- 初出場：1981年4月8日、対南海ホークス前期2回戦（日生球場）、7回裏に有田修三の代走で出場
- 初盗塁：1981年4月11日、対西武ライオンズ前期1回戦（西武ライオンズ球場）、7回表に二盗（投手：松沼雅之、捕手：大石友好）
- 初安打：1981年4月26日、対日本ハムファイターズ前期4回戦（後楽園球場）、8回表に岡部憲章から単打
- 初先発出場：1981年7月22日、対ロッテオリオンズ後期5回戦（石川県立野球場）、9番・二塁手で先発出場
- 初打点：1982年4月12日、対ロッテオリオンズ前期3回戦（日生球場）、2回裏に奥江英幸から適時打
- 初本塁打：1982年5月5日、対西武ライオンズ前期4回戦（西武ライオンズ球場）、9回表に永射保からソロ

節目の記録
- 1000安打：1989年6月7日、対福岡ダイエーホークス10回戦（平和台球場）、8回表に村田勝喜から ※史上155人目[77]
- 1000試合出場：1989年7月16日、対オリックス・ブレーブス12回戦（阪急西宮球場）、1番・二塁手で先発出場 ※史上287人目[78]
- 100本塁打：1990年4月22日、対西武ライオンズ5回戦（西武ライオンズ球場）、4回表に渡辺久信から先制ソロ ※史上158人目[79]
- 300盗塁：1991年5月19日、対ロッテオリオンズ8回戦（秋田市営八橋球場）、9回表に二盗（投手：園川一美、捕手：青柳進） ※史上19人目[80]
- 350盗塁：1993年4月11日、対日本ハムファイターズ2回戦（藤井寺球場）、延長11回裏に二盗（投手：山原和敏、捕手：田村藤夫） ※史上13人目[81]
- 1500安打：1993年6月4日、対福岡ダイエーホークス8回戦（日生球場）、8回裏に木村恵二から左前安打 ※史上67人目[82]
- 1500試合出場：1993年8月1日、対千葉ロッテマリーンズ15回戦（千葉マリンスタジアム）、1番・二塁手で先発出場 ※史上108人目[83]
- 200犠打：1994年4月9日、対西武ライオンズ1回戦（西武ライオンズ球場）、9回表に郭泰源から ※史上12人目
- 1000得点：1994年7月16日、対オリックス・ブルーウェーブ14回戦（グリーンスタジアム神戸）、6回表にラルフ・ブライアントの適時打で記録 ※史上26人目[84]
- 400盗塁：1995年8月30日、対日本ハムファイターズ22回戦（東京ドーム）、9回表に二盗（投手：西村基史、捕手：山下和彦） ※史上7人目[85]、大卒選手としては2023年現在唯一[注 6]

その他の記録
- オールスターゲーム出場：9回 （1982年 - 1984年、1986年、1987年、1989年、1990年、1992年、1993年）

### 背番号
- 43 （1981年 - 1982年）
- 4 （1983年 - 1997年）
- 81 （2003年 - 2009年、2016年 - ）
- 80 （2010年 - 2013年）

### 登録名
- 大石 大二郎 （おおいし だいじろう、1981年 - 1987年9月14日、1991年 - ）
- 大石 第二朗 （おおいし だいじろう、1987年9月15日 - 1990年）

## 関連情報

### 出演
- 熱チュー!プロ野球（ローカル中継のタイトルは「プロ野球中継」）
- プロ野球ニュース
- すぽると!